# Wardaniyeh
Wardaniyeh oder Wardaniya (arabisch وردانية; wörtlich übersetzt die Rosige) ist ein Dorf im Libanon im Verwaltungsdistrikt Chouf im Gouvernement Libanonberg.
Wardaniyeh ist bekannt als Sitz des deutsch-libanesischen Kulturzentrums Dar Assalam für interkulturelle Begegnungen.

## Persönlichkeiten
- Houda Eid (* 1965), libanesische Schriftstellerin